# Mohammed Maghni
Muhammad Maghni est né à Khénifra en 1950, de souche Zayani de Khénifra, il avait commencé précocement la carrière musicale en tant qu'amateur, apparu pendant les années 60 dans la nouvelle vague émergente rénovatrice de la chanson Amazighe  initiée par Hammou Oulyazid puis par Mohamed Rouicha.
Considéré comme maître incontesté de Loutar, un instrument de fabrication locale adapté à la chanson Amazighe, amélioré par Rouicha en lui ajoutant une quatrième corde.
Avec son accent purement amazighe, il est parmi les ténors de la chanson Amazighe dans le Moyen Atlas. Les thèmes de ses chansons sont, entre autres, l'amour, la nostalgie (l'Amarg)....